# 잡밧역
잡밧역(Giáp Bát, 甲八, 갑팔)은 베트남 하노이 호앙마이군에 있는 철도역이다. 남북선에 있다.

## 개요
남북선 하노이역의 다음 역이다. 남북선의 거점 화물역으로, 전국에서 모여오는 화물열차의 유치 및 편성, 해방 등 화물중계장으로 쓰인다.

## 인접 역
| 남북선           | 남북선 | 남북선           |
| ---------------- | ------ | ---------------- |
| 하노이 역 하노이 |        | 번디엔 역 호찌민 |